# Константіна Кунева
Константіна Кунева (грец. Κωνσταντίνα Κούνεβα, болг. Константина Кунева; нар. 1964, Сілістра, також відома як Костадінка Кунева) — грецька активістка болгарського походження, профспілкова діячка, депутатка Європарламенту від Греції (за списком Коаліції радикальних лівих «ΣΥΡΙΖΑ») з 2014 року.

## Біографія
Закінчила Велико-Тирновський університет імені святих Кирила і Мефодія за спеціальністю «Історія». Переїхала в Грецію в 2001 році. Працювала прибиральницею в метрополітені в Афінах.
Як генеральна секретарка Афінського союзу прибиральників і двірників захищала права робітників її галузі, дала інтерв'ю газеті «Елефтеротіпія» (2007). За свою профспілкову діяльність отримувала погрози, навіть смертю. Облита сірчаною кислотою 2 невідомими чоловіками 22 грудня 2008 року, від чого пошкоджені її обличчя, руки і спина, а також отримала серйозну загрозу втрати зору.
Цей акт насильства був оцінений як найбільш жорстокий напад на лідера профспілки за останні 50 років. Він став приводом нових вуличних протестів, продовжуючи масові заворушення, що розпочалися двома тижнями раніше. Протести тривали принаймні до 22 січня 2009 року, збираючи 3000 чоловік, причому поліція використовувала газ для їх розгону.
Після відновлення здоров'я Кунева продовжила профспілкову діяльність. На виборах членів Європейського парламенту 25 травня 2014 року обрана євродепутаткою за списком лівосоціалістичної партії «СІРІЗА».